# Internacional Esporte Clube
Internacional Esporte Clube é um clube de futebol da cidade de Caaporã, no estado da Paraíba. Anteriormente, era sediado no município de Mamanguape, atuando também em João Pessoa, Teixeira, Lucena e Natuba, além de uma primeira passagem por Santa Rita em 2015. Suas cores são vermelho, preto e branco, e seu mascote oficial é o leão.

## História
Fundado em 1959, o Internacional não passava de um time de futebol amador disputando os campeonatos das categorias de bases promovidos pela Federação Paraibana de Futebol.
Em 2008, clube profissionalizou-se por intermédio do seu técnico, Tassiano Gadelha, que  celebrou parceria entre a diretoria do clube e um grupo de empresários poloneses. Com isso, o Internacional teve condição de entrar na Segunda Divisão do futebol paraibano e contratar jogadores de renome do futebol da região. Depois de não ir bem no 1.º turno do campeonato paraibano, perdendo três jogos, empatando um e ganhando outro, conseguiu terminar o 2.º turno em primeiro lugar com três vitórias e dois empates, classificando-se, portanto, para o triangular final ao Paraíba de Cajazeiras e Auto Esporte de João Pessoa. Embalado, o time amealhou três vitórias e um empate na fase final e sagrou-se campeão da Segunda Divisão.
Disputou pela primeira vez a primeira divisão estadual em 2009, sediando os jogos como mandante no estádio Almeidão. A campanha foi fraca (3 vitórias, 3 empates e 8 derrotas no geral) e o Internacional acabou rebaixado para a segunda divisão de 2010, a qual nem chegou a disputar pois o time decidiu encerrar as atividades.

### Transferência para Teixeira
Em 2014, após 5 anos inativo, sai de João Pessoa e fixa-se em uma nova sede, Teixeira, no sertão do estado, e fica conhecido como Internacional Esporte Clube de Teixeira ou Internacional de Teixeira, por brevidade. A equipe mandou seus jogos no estádio municipal "O Dojão". O desempenho geral na segundona foi bom, mas deixou a classificação para a primeira divisão escapar no triangular final. Começou no "Grupo Sertão" na primeira fase, ao lado do Nacional de Pombal e do Sabugy de Santa Luzia. Classificou-se para o mata-mata com uma vitória, dois empates e uma derrota. Passou pelo Serrano de Campina Grande ganhando o jogo em casa por 1 a 0 e segurando o empate em 1 a 1 na casa do adversário, avançando para a fase final do torneio. Nesta fase, não foi páreo para seus oponentes, Lucena e Miramar de Cabedelo; perdeu dois jogos, empatou um e ganhou apenas um, terminando o campeonato em terceiro lugar — levou o campeonato o Lucena.

### Ida para Santa Rita e título da Segunda Divisão, em 2016
Em 2015, transfere a sede para o município de Santa Rita, com mando de campo no Teixeirão, passando a se chamar de Internacional Paraibano. Disputou a primeira fase do Campeonato Paraibano no Grupo Litoral, ficando atrás do Desportiva Guarabira e à frente de Femar e Spartax, ambos de João Pessoa. Caiu nas quartas-de-finais para o Picuiense, uma vez que perdeu o jogo de ida, em casa, por 1 a 0 e empatou a segunda partida em 1 a 1.
Imbatível em 2016, conquistou invicto a Segunda Divisão, seu segundo título estadual, e garantiu vaga na Primeira Divisão de 2017. A campanha vitoriosa foi de 8 vitórias e 4 empates. Venceu o campeonato ao derrotar na final o Serrano de Campina Grande pelos placares de 2x1 em casa e 1x0 fora.
Na temporada 2017, o Internacional, que utilizou o estádio Tomazão para mandar seus jogos, chegou a figurar entre os 4 melhores times na primeira fase do Campeonato Paraibano. Em fevereiro, o time afundou-se numa crise que culminou com a saída dos investidores, do então treinador Índio Ferreira e boa parte do elenco. Desde então, caiu de rendimento e amargou a queda para a segunda divisão estadual de 2018.

### Nova mudança, agora para Lucena, e ação contra o CSP
Em setembro, a equipe mudou novamente de sede, transferindo-se para o município de Lucena, cujo representante local (o Lucena SC) transferiu-se para Cruz do Espírito Santo, passando a se chamar São Paulo Crystal Futebol Clube. O vínculo com a prefeitura municipal seria valido até 2020.
1 mês depois de transferir de sede pela 4ª vez na história, o Colorado entrou com ação contra o CSP, acusando o Tigre de irregularidades junto à CBF e, por isso, não teria condições de participar do Campeonato Paraibano de 2018. O TJDF-PB adiou o julgamento do caso por falta de quórum - era necessária a presença de 5 auditores, mas apenas 4 estavam presentes.

### Quarta mudança de sede
Em 2019, o Internacional trocou novamente sua sede, passando a jogar em Mamanguape. Terminou em 7º lugar na classificação final da Segunda Divisão estadual, empatado em pontos com Auto Esporte e Femar.

### Volta para João Pessoa
Para 2021, deixou de sediar os jogos da Segunda Divisão em Mamanguape e voltou para João Pessoa, anunciando Cláudio Leite como novo treinador. Com 1 vitória e 4 derrotas, o Internacional foi rebaixado para a Terceira Divisão de 2022 juntamente com a Picuiense.

### Terceira Divisão e acusação do Esporte de Patos
Em 2022, com 8 jogadores cedidos pelo CSP, que também liberou o treinador Josivaldo Alves para a disputa da Terceira Divisão estadual, o Internacional venceu a competição após golear o Miramar de Cabedelo por 4 a 1 e garantindo sua volta à Segunda Divisão de 2023. Porém, o Esporte de Patos entrou com recurso no TJD-PB acusando o Colorado de ter escalado um jogador irregular na primeira rodada. A diretoria do Internacional negou as irregularidades, e garantiu que o TJDF-PB manteria o resultado.
Em dezembro, o clube foi punido com a perda da vaga na Segunda Divisão para o Esporte, e também com a perda do título da Terceira Divisão, repassado ao Pombal.

### Sexta mudança de sede e parceria com o Santa Rita
Para a temporada 2023, o Internacional fez sua sexta mudança de cidade-sede na história, voltando a mandar seus jogos em Santa Rita. A equipe também fechou parceria com o Atlético Clube Santa Rita, fundado em 2017.

## Títulos
| Estaduais | Estaduais                              | Estaduais | Estaduais   |
|           | Competição                             | Títulos   | Temporadas  |
| --------- | -------------------------------------- | --------- | ----------- |
|           | Campeonato Paraibano - Segunda Divisão | 2         | 2008 e 2016 |

## Treinadores
- Luís Henrique Arantes (2009)[23]
- Tassiano Gadelha (2009)
- Tassiano Gadelha (2014–2015)
- Índio Ferreira (2016–2017)
- Eduardo Rodrigues (2018)
- Alexandre Lima (2019)
- Cláudio Leite (2021)
- Berg Queiroz (2021)
- Josivaldo Alves (2022)
- Betão Caetano (2023–)